# Zlatko Horvat
Zlatko Horvat es un jugador de balonmano croata que juega de extremo derecho en el Dabas KK y en la selección de balonmano de Croacia.
Ganó con su selección la medalla de plata en el Campeonato Europeo de Balonmano Masculino de 2008 y en el Campeonato Mundial de Balonmano Masculino de 2009, y la medalla de bronce en los Juegos Olímpicos de Londres 2012, en el Campeonato Mundial de Balonmano Masculino de 2013, en el Campeonato Europeo de Balonmano Masculino de 2012 y en el Campeonato Europeo de Balonmano Masculino de 2016.
Juega desde el 2002 en el RK Zagreb, donde ha logrado todas las copas y ligas de Croacia desde ese año hasta la actualidad. Ganó además la Liga SEHA en 2013.

## Palmarés

### RK Zagreb
- Liga de Croacia de balonmano (17): 2003, 2004, 2005, 2006, 2007, 2008, 2009, 2010, 2011, 2012, 2013, 2014, 2015, 2016, 2017, 2018, 2019
- Liga SEHA (1): 2013
- Copa de Croacia de balonmano (17): 2003, 2004, 2005, 2006, 2007, 2008, 2009, 2010, 2011, 2012, 2013, 2014, 2015, 2016, 2017, 2018, 2019

## Clubes
- RK Zagreb (2002-2020)[4]
- RK Metalurg Skopje (2020-2021)
- Dabas KK (2022- )